# Ceromitia crinigerella
Ceromitia crinigerella là một loài bướm đêm thuộc họ Adelidae. Loài này có ở Mozambique và Nam Phi.